# كوتلن (لغة برمجة)
كوتلن (بالإنجليزية: Kotlin)‏ هي لغة برمجة كائنيّة Object Oriented تعمل على منصة جافا كما يُمكن تشغيلها على منصة لغة جافا سكريبت. طوّر اللغة مجموعة من المُبرمجين في شركة جيتبراينز والتي يقع مقرّها في سانت بطرسبرغ في روسيا -حيث أن اسم اللغة مستوحى من جزيرة كوتلن القريبة من المدينة- وهي نفس الشركة التي طورت أندرويد استوديو الأداة الرسمية لتطوير تطبيقات أندرويد. وقد تم تصميم كوتلن للتعامل والتوافق الكامل مع الجافا وحزمة تطويرها JDK ومكتبة الأكواد وتتيح كتابة الشيفرة البرمجية بعدد أقل من الأسطر وبشكل أسرع وأكثر فاعلية مقارنةً بلغة جافا، حيث تُعتَبر شبيهة بلغة سويفت من أبل.

## التاريخ
في عام 2011 كشفت شركة جيت براينز عن مشروع لغة كوتلن، وهي لغة جديدة لـJVM، والتي كانت قيد التطوير لمدّة عام. وقد قال مدير الشركة ديمتري جيميروف حينها أن مُعظَم اللغات لم تكن فيها الميّزات التي يبحثون عنها، باستثناء لغة السكالا التي تُعتَبر بطيئة نوعاً ما أثناء تشغيل التطبيقات. وكان أحد أهداف كوتلن في تشغيل التطبيقات في نفس سُرعة تشغيل الجافا لها. وبحلول فبراير 2012، فتحت الشركة المشروع للمُساهمين ليُصبح مفتوح المصدر تحت رخصة أباتشي.
صدرت النُسخة الأولى من اللغة في 15 فبراير 2016. وقد اكتسبت اللغة أهمّيتها بعد أن أعلنت جوجل في مؤتمر المطورين في 17 مايو 2017، أعلنت عن دعمها الرسمي للغة البرمجة كوتلن كلغة من الصنف الأول First-Class، مدعومة  افتراضيًا، لكتابة تطبيقات أندرويد، بدءًا من إصدار Android Studio 3.0.

## الدالة
مثال مرحبا بالعالم:
```
fun
 
main
(
args
:
 
Array
<
String
>
)
 
{

  
val
 
scope
 
=
 
"world"

  
println
(
"Hello, 
$
scope
!"
)

}

```

## وصلات خارجية
- الموقع الرسمي